# 魯爾·達蒙度
魯爾·達蒙度·蒙迪路（西班牙語：Raúl Tamudo Montero，1977年10月19日—），已退役西班牙足球運動員，擔任前鋒，曾长期效力于愛斯賓奴并担任隊長。

## 榮譽
- 西班牙國王盃冠軍：2000年、2006年

## 外部連結
- BDFutbol.com 球員資料 （页面存档备份，存于）